# Joseph Van Beeck
Josephus Egidius Jos Van Beeck (Deurne, 18 februari 1911 - Deurne, 8 februari 1998) was een Belgisch voetballer die speelde als aanvaller. Hij speelde in Eerste klasse bij Antwerp FC en werd Belgische topschutter. Van Beeck speelde 16 wedstrijden voor het Belgisch voetbalelftal.

## Loopbaan
Van Beeck sloot aan bij Antwerp FC in 1924 en doorliep er de jeugdreeksen. Hij debuteerde in 1928 op 17-jarige leeftijd in het eerste elftal van de ploeg. Pas vanaf het seizoen 1929/30 had hij er een vaste basisplaats. Het daaropvolgende seizoen, het seizoen 1930/31, werd Van Beeck samen met Jacques Secretin van RRFC Montegnée topschutter in de Eerste klasse met 21 doelpunten. Dat seizoen werd de ploeg eveneens landskampioen.
Hij bleef er voetballen tot in 1935. Op dat moment raakte Van Beeck zwaar geblesseerd, speelde een volledig seizoen niet en speelde in zijn laatste seizoen, het seizoen 1936/37, nog 9 wedstrijden. Op dat moment zette hij definitief een punt achter zijn voetballoopbaan. In totaal speelde Van Beeck bij Antwerp 166 wedstrijden en scoorde daarin 117 doelpunten.
Van Beeck speelde tussen 1930 en 1935 16 wedstrijden voor het Belgisch voetbalelftal en scoorde in totaal 7 doelpunten.
Hij was trainer bij Waterschei, Houthalen en Eeklo.